# 파도콘
파도콘(PADOCON)은 대한민국의 대학교 정보보호 및 컴퓨터 보안 동아리(해커그룹)들의 연합회이자 대한민국의 해커그룹이다. 또는 대학 연합 보안 컨퍼런스인 PAraDOx CONference의 약칭이기도 하다. 비슷한 해커그룹으로는 대학정보보호동아리연합회가 있으나 대학정보보호동아리연합회는 한국정보보호진흥원의 산하 커뮤니티라는 성격이 강한 반면, 파도콘은 미국의 최대 컴퓨터 해킹/보안 컨퍼런스인 데프콘 (대회)을 모티브로 몇몇 뜻있는 대학생과 대학교 동아리가 모여 결성한 연합회이다.
2004년 11월, 충남대학교의 해커그룹(정보보호동아리)인 아르고스가 처음 설립하였으며, 2005년 2월 22일 충남대학교 정심화 홀에서 첫 컨퍼런스를 개최한 이후 매년 PAraDOx CONference라는 명칭의 컴퓨터 보안 컨퍼런스를 개최하고 있다. PAraDOx CONference 행사에서는 '파도콘 라이브 해킹대회'라는 이름의 CTF(Capture The Flag)방식의 해킹방어대회도 함께 개최하며, 우수한 성적으로 입상한 팀에는 시상을 한다.

## 주요 활동
- 대학 연합 컴퓨터 보안 컨퍼런스 PAraDOx CONference 개최[6][7]
- 파도콘 CTF(Capture The Flag) 개최
- 안철수연구소 주관 V스쿨 협조[8]
- 컴퓨터 보안 관련 세미나, 워크숍, 컨퍼런스 발표[9][10]

## 참여 대학 동아리(해커그룹) 목록
다음은 파도콘에 참여하고 있는 대학 구성원의 목록이다.
- 메인테이너
- 어시스턴트
- 개인회원
- 충남대학교 아르고스
- 순천향대학교 시큐리티 퍼스트
- 인하대학교 IGRUS

## 같이 보기
- 대학정보보호동아리연합회
- 해커스랩
- 널루트
- 비스트랩